# Zena Tooze
Zena Tooze (3 de mayo de 1955) es una bióloga y ecologista canadiense. Desde 1991 trabaja en Nigeria para la preservación de los primates. 

## Trayectoria profesional
Tiene un diploma en Biología de la Universidad Dalhousie, a Halifax en Nueva-Escocia, desde 1987. 
En 1994, Tooze funda el "Centre for Education, Research and Conservation of Primates and Nature" para la Educación, la Investigación y la Conservación de los Primates y de la Naturaleza (Centro for educación, Research and Conservación of Primates and Naturaleza, CERCOPAN), una organización no gubernamental sin ánimo de lucro, basada en el Estado de Cross River, en Nigeria. CERCOPAN es un proyecto de rehabilitación y de conservación para las monas del bosque amenazado y en vía de desaparición. Una gran parte de su trabajo consiste en la rehabilitación de las jóvenes monos devueltos huérfanos por el comercio de la carne de brousse. La misión de CERCOPAN es la conservación de los primates de Nigeria gracias a una gestión sostenible del bosque tropical, de las cooperaciones con la comunidad, la educación, la readaptación de los primates y la investigación. 
La comunidad de recepción de CERCOPAN es Iko Esai que está implicado en el amparo colaborativo de 200km2 del bosque cercano al Parque nacional de Cross River. Al menos seis especies de mona están implicados en el programa de rehabilitación y de conservación, incluidas las especies endémiques Cercopithecus sclateri, Cercopithèque de Preuss y Moustac de orejas rosas. Habiendo ditigido CERCOPAN desde 1995, Tooze cede el lugar a un nuevo director en enero de 2009, fecha en la cual asumió el título oficial de « Fundador y Curador », al frente del consejo de administración para el organismo de beneficencia enregistrado en el Reino Unido y que fundó para sostener el trabajo de preservación de Nigeria.

## Premio y distinciones
En 2005, recibió el Premio Whitley de Excelencia en liderazgo de la conservación de la naturaleza.